# Rimska vila
Rimska vila je raskošna kuća sagrađena u vrijeme Rimskog Carstva. Carstvo je sadržavalo različite tipove vila. Neke su bile kuće za užitak, poput Hadrijanove vile kod Tivolija, često smještene na spokojnim brdima unutar kratkog dosega od Rima ili na pitoresknim mjestima s kojih je pucao pogled na Napuljski zaljev. Neke su vile više nalikovale ladanjskim kućama rane moderne Engleske, Francuske ili Poljske, s vidljivim sjedištem moći lokalnog velikaša kao što je ponovo otkrivena slavna palača kod Fishbournea u Sussexu. Suburbane vile na krajevima gradova također su bile poznate, poput vila iz srednjeg i kasnog razdoblja Republike na Marsovom polju (Campus Martius), u ono vrijeme na rubu grada, a koje se danas mogu vidjeti izvan gradskih zidina Pompeja. Te rane suburbane vile, poput vile na nalazištu rimskog Auditorija ili vile kod Grottarosse, pokazuju starinu i naslijeđe ville suburbane u središnjoj Italiji. Moguće je da su te rane, suburbane vile bile u stvari sjedišta moći (možda čak i palače) regionalnih silnika ili poglavara važnih obitelji (gentes). Treći tip vile omogućavao je organizacijski centar većih imanja nazvanih latifundiji, a koji su proizvodili i izvozili poljoprivredne proizvode. Takvim vilama možda je nedostajalo luksuznosti. Do 4. stoljeća villa je mogla jednostavno označavati poljoprivredno imanje: Jerome je preveo riječ chorion iz evanđelja po Marku (xiv, 32) opisujući Getsemanski maslinik s villom, bez zaključka da su ondje uopće postojale nastambe (Catholic Encyclopedia "Gethsemane").
Kasno razdoblje Rimske Republike posvjedočilo je eksploziji izgradnje vila u Italiji. U Etruriji vila kod Settefinestre interpretira se kao jedan od latifundija, ili velikih robovlasničkih vila koje su uključivale opsežnu poljoprivrednu proizvodnju. Ostale vile u unutrašnjosti Rima interpretiraju se u svjetlu poljoprivrednih rasprava koje su pisali Katon Stariji, Kolumel i Varon, od kojih su obojica tražili definciju prikladnog životnog stila konzervativnih Rimljana, barem u idealističkim terminima.
Do prvog stoljeća prije Krista "klasična" je vila imala raširenu arhitektonsku formu s brojnim primjercima koji su koristili atrijsku/peristilnu arhitektura. Ova eksplozija izgradnje odvijala se posebice u godinama koje su uslijedile nakon Suline diktature. Vila je mogla biti poprilično nalik palačama poput carskih vila sagrađenih na padinama okrenutima prema moru oko Napuljskog zaljeva kao što je vila kod Baiae. Ostale su sačuvane kod Stabije i Herkulaneja zahvaljujući pepelu i nanosima blata prilikom erupcije Vezuva 79. godine poslije Krista. Ondje se sačuvala i Vila papirusa i njene knjižnice. Dublje u unutrašnjosti, vile su su uvelike bile samoodržavajuće s pridruženim farmama, maslinicima i vinogradima. Velike vile dominirale su ruralnom ekonomijom doline rijeke Po, područjima Kampanije i Sicilije, a pronađene su i u Galiji. Vile specijalizirane u prekomorskom izvozu maslinova ulja rimskim legijama u Germaniji bile su obilježje južne iberske provincije Hispania Baetica. Neke luksuzne vile iskopane su u sjevernoj Africi u provincijama Africi i Numidiji, ili kod Fishbournea u Britaniji.
Određena područja unutar kratkog dosega od Rima nudile su rashlađujuće konačište u ljetnim vrućinama. Mecenat se pitao koji tip kuće bi bio najprikladniji svim godišnjim dobima. Car Hadrijan je imao vilu kod Tibura (Tivoli), u području koje je bilo popularno među rimskom elitom. Hadrijanova vila (123. po. Kr.) više je bila nalik palači. Ciceron je imao nekoliko vila. Plinije Mlađi je opisivao svoje vile u svojim pismima. Rimljani su izmislili primorsku vilu: vinjeta na zidnoj fresci u kući Lukrecija Fronta u Pompejima još uvijek prikazuje red primorskih kuća za užitak, od kojih sve imaju trijemove duž pročelja, a neke se uzdižu u natkrivenim redovima do altane na vrhu kojom se mogao uhvatiti povjetarac kod najzagušljivijih večeri (Veyne 1987 sl. str. 152)
Kasnorimski vlasnici vila imali su raskoši poput hipokaustom grijanih soba s mozaicima (La Olmeda, Španjolska). Kada je Rimsko Carstvo počelo propadati u 4. i 5. stoljeću, vile su bile sve više izolirane i zaštićene zidovima. Iako su u Engleskoj vile napustili, opljačkali i spalili anglosaksonski napadači u 5. stoljeću, ostala područja su imala velike radne vile koje su aristokrati i teritorijalni velikaši darivali pojedinim redovnicima pa su tako često nastajale jezgre slavnih samostana. Na taj način, sustav vila tijekom kasne antike ostao je sačuvan do razdoblja ranog srednjeg vijeka. Sveti Benedikt je osnovao svoj utjecajan samostan na Monte Cassinu na ruševinama vile kod Subiaca koja je pripadala Neronu, a na ulazu se nalaze kovački detalji za Benedikta. Oko 590. godine sveti Eligije je rođen na uzvišenom mjestu galo-rimske obitelji u 'vili' Chaptelat blizu Limogesa u Akvitaniji (danas Francuska). Opatija kod Stavelota osnovana je oko 650. na području bivše vile blizu Liègea, a opatija kod Vézelayja je osnovana slično. Najkasnije do 698. Willibrord je osnovao opatiju u rimskoj vili kod Echternacha, u Luksemburgu blizu Triera, koju mu je predstavila Irmina, kći Dagoberta II., franačkog kralja.
Neke od poznatih rimskih vila su:
- Hadrijanova vila kod Tivolija, Italija
- Rimska palača Fishbourne u Zapadnom Sussexu, Engleska
- Rimska vila Lullingstone u Kentu, Engleska
- Villa Romana del Casale na Piazzi Armerina, Sicilija, Italija
- Rimska vila Chedworth u Gloucestershireu
- Rimska vila Borough Hill u Northamptonshireu

## Arhitektura kompleksa vila
Gornji slojevi bogatih rimskih građana živjeli su u kompleksima vila u okolici Rima i diljem Carstva.
Kompleks vile sastojao se od tri dijela.
"Villa urbana" bila je mjesto gdje je živio vlasnik sa svojom obitelji. Ona je nalikovala bogatom domusu te osobe u gradu. Zidovi su bili oslikani, a podovi prekriveni umjetničkim mozaicima.
"Villa rustica" bila je mjesto gdje su osoblje i robovi vile radili i živjeli. To je također bio prostor na kojem su boravile životinje s farme. Ondje su postojale i druge sobe koje su mogle poslužiti kao spremište, bolnica ili čak zatvor.
Treći dio kompleksa vile bila su skladišta u kojima su se spremali proizvodi s farme spremni za transport do kupaca. Skladišta su se koristila za pohranu ulja, vina, žita, grožđa i ostalih proizvoda vile. Ostale prostorije u vili mogle su sadržavati ured, hram za štovanje, nekoliko spavaonica, blagavaonicu i kuhinju.
Vile su često imale cijevi s tekućom vodom, a mnoge su imale podno centralno grijanje poznato kao "hipokaust".
Vila je izvorno bila rimska ladanjska kuća sagrađena za više slojeve društva. Prema Pliniju Starijem postojala su dva tipa vila: villa urbana, koja je bila provincijska rezidencija udaljena od Rima (ili nekog drugog grada) samo dan-dva, te villa rustica, poljoprivredno gospodarstvo na kojem su trajno živjele sluge koje su općenito ondje zarađivali. Ona je bila usredotočena na samu vilu, vjerojatno samo sezonski nastanjena. Blizu Napuljskog zaljeva postojale su brojne carske vile, posebice na otoku Capri, kod Monte Circea na obali i kod Antiuma (Anzio). Bogati Rimljani bježali su od ljetnih vrućina na rimskim brežuljcima na područje oko Frascatija (Hadrijanova vila). Ciceron je posjedovao najmanje sedam vila od kojih je najstarija blizu Arpinuma, koju je nasljedio. Plinije Mlađi imao je tri ili četiri vile, a primjerak blizu Laurentiuma je najpoznatiji iz njegovih opisa.
Rimski pisci su spominjali sa zadovoljstvom samodostatnost svojih vila u kojima su pili svoje vino i proizvodili svoje ulje, obično koristivši literarni topos. Idealni rimski građanin bio je nezavisni poljoprivrednik koji je obrađivao svoju zemlju, a agrikulturni pisci željeli su dati svojim čitateljima priliku da se povežu sa svojim precima kroz sliku samodostatnih vila. Istina nije bila daleko od ove, pa su se čak i zaradi okrenuti latifundiji vjerojatno povećavali od osnovnih prehrambenih stvari koje su im omogućavali vlastitu potrošnju. Čak su i 'monokulturne' farme koncentrirale desunt multa.
Dijelovi villa bili su: tablinum, cubiculum, cryptoporticus, heliocaminus (vrsta solaria), paviljon, atrium, vestibulum, diaeta, gestatio, pulvinus,areola, xystus,stibadiumi hypodromuus.

## Pojedine rimske vile
Bilješka: za pojedine vile vidi pod njihovim člankom.
- Popis rimskih vila u Hrvatskoj
- Villa fructuaria
- Hipokaust
- Otij

## Daljnje čitanje
- Branigan, Keith 1977. The Roman villa in South-West England
- Hodges, Richard, and Riccardo Francovich 2003. Villa to Village: The Transformation of the Roman Countryside (Duckworthove rasprave o arheologiji)
- Frazer, Alfred, editor. The Roman Villa: Villa Urbana (Williamsov simpozij o klasičnoj arhitekturi, Sveučilište u Pennsylvaniji, 1990.)
- Johnston, David E. 2004. Roman Villas
- Leveau, P. 1983. 'La ville antique et l'organisation de l'espace rural: villa, ville, village', Annales ESC, vol. 38, no.4, pp.920-42
- McKay, Alexander G. 1998. Houses, Villas, and Palaces in the Roman World
- Percival, John 1981. The Roman Villa: A Historical Introduction
- du Prey, Pierre de la Ruffiniere 1995. The Villas of Pliny from Antiquity to Posterity
- Rivert, A. L. F. 1969. The Roman villa in Britain (studiji antičke povijesti i arheologije)
- Shuter, Janet 2004. Life in a Roman Villa (serija Picture the Past)
- Smith, J.T. 1998. Roman Villas